# 이샘
이샘(본명: 이현주, 李泫株, 1987년 5월 5일~)
은 대한민국의 전 가수다. 

## 학력
- 제황초등학교 (졸업)
- 진해여자중학교 (졸업)
- 창원여자고등학교 (졸업)
- 연세대학교 글로벌행정학과

## 방송

### 진행
- 2008년 SBS '슈퍼모델 S 다이어리' 진행
- 2008년 KBS '박중훈쇼! 대한민국 일요일 밤' 보조 진행[3]
- 2009년 아시아 태평양 슈퍼모델 선발대회 진행[4]
- 2010년 SBS 플러스 리얼리티 '요걸스 다이어리 시즌2' 진행[5]

### 뮤직비디오
- 2009년 티맥스 준비 O.K (Jun Be O.K) 뮤직비디오 출연
- 2013년 김진표, 너는 나를[6]

## 모델
- 2007년 SFAA 모델
- 2008년 서울패션위크 모델
- 2008년 앙드레 김 패션쇼 모델

## 광고
- 2010년 롯데제과 틱탁톡 ID
- 2011년 웅진플레이도시 (나인뮤지스 멤버였던 이유애린, 문현아와 함께 출연)

## 수상
- 2007년 제16회 슈퍼모델 선발대회 1위[7]
- 2008년 제1회 아시아 태평양 슈퍼모델 선발대회 1위[8]